# Behzādābād
Behzādābād (persiska: بهزاد آباد) är en ort i Iran.   Den ligger i provinsen Lorestan, i den centrala delen av landet, 300 km sydväst om huvudstaden Teheran. Behzādābād ligger 1 474 meter över havet och antalet invånare är 276.
Terrängen runt Behzādābād är varierad.Runt Behzādābād är det ganska tätbefolkat, med 172 invånare per kvadratkilometer. Närmaste större samhälle är Aznā, 8,8 km sydost om Behzādābād. Trakten runt Behzādābād består till största delen av jordbruksmark.